# Polly World
A Polly World egész estés amerikai 2D-s számítógépes animációs film, amelyet az Universal Pictures, a Mattel és a Curious Pictures készített. Készült belőle 2011-ben animációs tévéfilmsorozat is Polly Pocket címmel. A film premierje 2006. november 12-én volt a Nickelodeon-on, majd a Cartoon Network-ön az Egyesült Államokban, és a következő kedden, november 14-én jelent meg a DVD-n. Magyarországon 2006. december 10-én mutatta be a Minimax.

## Ismertető
A történet főszereplői Polly és a barátai. Az osztály nagy élményben vesz részt, a Polly World-i megnyitóra vannak meghívva. A vidámparkba mennek, ahol elszórakoznak az suli hétvégi szünidején.  Ezen a helyen jól érzik magukat, mintha valódi sztárokká válnának. Ezen a hétvégén az osztály a jótékonysági versenyen több fajta feladatot old meg és a legutóbbi megmérettetést végzi el. Az osztály a televízióba is bekerül és ezt az adást élőben is közvetítik. Csapatosan számos sok feladatot kell leküzdeniük, amelyekben azt is tesztelik, hogyan hozzák helyre saját képességükkel, kitartásukkal a megoldandó hibákat. Sok jóban részt vesznek, ami még nem minden, mert ezen a hét végen Polly-t egy egészen különös nagy meglepődöttség éri, mert megismeri a leendő mostoháját, aki el akarja küldeni egy bentlakásos iskolába. Édesapja, hogy tud e erről vagy meg tudja e győzni édesapját, hogy vajon jó párt választott e magának vagy rossz döntést hozott e, vagy már nagyon késő ez, a történetből ez is meglátható.

## Szereplők
| Szereplő      | Eredeti hang        | Magyar hang       |
| ------------- | ------------------- | ----------------- |
| Polly         | Tegan Moss          | Dögei Éva         |
| Lila          | Brittney Wilson     | Mahó Andrea       |
| Crissy        | Nicole Bouma        | Molnár Ilona      |
| Lea           | Natalie Walters     | F. Nagy Erika     |
| Shani         | Chiara Zanni        | Zsigmond Tamara   |
| Beth          | Tabitha St. Germain | Szabó Zselyke     |
| Evie          | Jocelyne Loewen     | Csondor Kata      |
| Tori          | Nicole Oliver       | Sánta Annamária   |
| Karl          | Tabitha St. Germain | Joó Gábor         |
| Lark          | Tabitha St. Germain |                   |
| John Pocket   | Michael Donovan     | Sebestyén András  |
| Lorelai       | Kathleen Barr       | Farkasinszky Edit |
| Samuel        | Russell Roberts     | Magyar Attila     |
| Donovan Ware  | Alessandro Juliani  | Bódy Gergely      |
| Caroline Hall | Natalie Walters     | Kokas Piroska     |
| Ms. Marklin   | Teryl Rothery       | Antal Olga        |
| Dani          | Tabitha St. Germain | Kokas Piroska     |
| Stacey        | Jocelyne Loewen     | Kokas Piroska     |
| Lizzie        | Teryl Rothery       | Mánya Zsófia      |
| Amanda        | Nicole Oliver       |                   |
| Lexi          | Kathleen Barr       |                   |
| Rick          | Andrew Francis      |                   |
| Nathan        | Danny McKinnon      |                   |
| Todd          | Matt Hill           | Előd Botond       |
| DJ            | Matt Hill           | Molnár Levente    |
| Technikus     | Terry Klassen       | Szatmári Attila   |
| Szobapincér   | Danny McKinnon      | Kossuth Gábor     |
| Rendező       | Michael Donovan     | Kossuth Gábor     |
| Producer      | Kathleen Barr       |                   |
| Lift hang     | Kathleen Barr       | Kokas Piroska     |